# Eisenbahnunfall von Plentzia
Bei dem Eisenbahnunfall von Plentzia, einem Zusammenstoß zweier Züge am 9. August 1970 bei Plentzia (spanisch auch: Plencia), Provinz Bizkaia, in Spanien starben 33 Menschen.

## Ausgangslage
Die meterspurige Bahnstrecke Bilbao–Plentzia war zwischen den benachbarten Bahnhöfen Plentzia und Urduliz eingleisig. Sie gehört heute zum Netz der Metro Bilbao. Die Zugsicherung bestand einzig aus Zugmeldungen der Fahrdienstleiter zwischen den Bahnhöfen und einer Anzeige, ob die Strecke belegt war. Der Fahrdienstleiter von Urduliz befand sich am vierten Tag hintereinander in einer 16-Stunden-Schicht. Ihm oblag nicht nur die Zugsicherung, sondern auch die Zugabfertigung, das Stellen der Weichen, die Bedienung der Schranken und der Verkauf von Fahrkarten.
Wegen des hohen Aufkommens an Fahrgästen am Abend, überwiegend Badegäste vom Strand von Plentzia, die nach Bilbao zurückwollten, sollte ein Leerzug von Urduliz nach Plentzia fahren und dort als Verstärkungszug eingesetzt werden. In der Gegenrichtung verkehrte ein Zug nach Bilbao, voll mit Reisenden, die vom Strand zurückkehrten. Beides waren lokomotivbespannte Wagenzüge.

## Unfallhergang
Der Fahrdienstleiter von Urduliz gab versehentlich für den Leerzug den Abfahrauftrag, der Zug setzte sich in Bewegung. Zu diesem Zeitpunkt war der Zug in Plentzia bereits abgefahren. Beide Züge fuhren auf der kurvenreichen und in starke Vegetation eingebettete Strecke, die den Lokomotivführern nur auf kurze Entfernung Einsicht auf die Strecke ermöglichte, mit etwa 45 km/h. Als der Fahrdienstleiter von Urduliz seinen Fehler bemerkte, versuchte er noch, den Fahrstrom abzustellen, was ihm aber nicht gelang. Etwa in der Mitte zwischen beiden Bahnhöfen stießen die Züge gegen 19:30 Uhr zusammen. Offiziell wurde als Unfallursache „unerklärliches menschliches Versagen“ angegeben, die Überforderung des Fahrdienstleiters nach dem extensiven Schichtdienst ausgeblendet.

## Folgen
Bei dem Unfall starben 33 Menschen, mehr als 160 wurden verletzt, 29 davon schwer.